# Discografia formației E.M.I.L.
Trupa românească E.M.I.L., cunoscută pentru combinația de punk, ska și rock alternativ, a lansat trei albume de studio și un EP în timpul existenței sale. Debutul muzical al formației a fost marcat de demo-ul "Extratereștrii Merg Iarna la Ski". Cu un portofoliu diversificat și abordări diferite ale genurilor muzicale, discografia E.M.I.L. reflectă traseul și contribuția formației în cadrul scenei muzicale românești.

## Albume

### Albume de studio
| Nume                       | Dată lansare      | Casă de discuri         |
| -------------------------- | ----------------- | ----------------------- |
| Rom, Fum și Vanilie        | 18 noiembrie 2005 | Zone Records            |
| Știu, ți se pare absurd... | 25 iulie 2009     | Sunete                  |
| Imens                      | 6 iunie 2015      | Universal Music Romania |
| MELANCoOLIC                | 25 ianuarie 2024  | Overground Music        |

### Albume demo
| Nume                             | An   |
| -------------------------------- | ---- |
| Extratereștrii Merg Iarna La Ski | 2003 |

## Discuri EP
| Nume           | Detalii album                                                 |
| -------------- | ------------------------------------------------------------- |
| Cocktail Verde | - Dată lansare: 11 martie 2002 - Casă de discuri: A&A Records |

## Single-uri
| Nume                                                   | An   | Album                      | Ref.   |
| ------------------------------------------------------ | ---- | -------------------------- | ------ |
| "Copacii Infloriți"                                    | 2002 | Cocktail Verde             | [ 1 ]  |
| "Da Vrei"                                              | 2005 | Rom, Fum și Vanilie        | [ 2 ]  |
| "Doi"                                                  | 2005 | Rom, Fum și Vanilie        | [ 3 ]  |
| "Barfly"                                               | 2009 | Știu, ți se pare absurd... | [ 4 ]  |
| "Suntem Peste Tot"                                     | 2013 | Imens                      | [ 5 ]  |
| "Strig"                                                | 2015 | Imens                      | [ 6 ]  |
| "Împreună Rezistăm" (feat. Vlad Staricu) (Lyric Video) | 2015 | Imens                      | [ 7 ]  |
| "2006" (feat. Stoe Toxxic)                             | 2016 | Imens                      | [ 8 ]  |
| "Eroi" (lyric video)                                   | 2016 | Single non-album           | [ 9 ]  |
| "Camarazi"                                             | 2017 | Single non-album           | [ 10 ] |
| "Încrederea e un Joc"                                  | 2018 | Single non-album           | [ 11 ] |
| "Cosmos"                                               | 2018 | Single non-album           | [ 12 ] |
| "Linii de Text"                                        | 2019 | Single non-album           | [ 13 ] |
| "Octombrie"                                            | 2020 | Single non-album           | [ 14 ] |
| "Mai Stai"                                             | 2021 | Single non-album           | [ 15 ] |
| "Nu Vreau să Pleci" (lyric video)                      | 2023 | MELANCoOLIC                | [ 16 ] |

## Video

### Albume video
| Nume                                    | Detalii                                    |
| --------------------------------------- | ------------------------------------------ |
| 10 ani de abuzuri excese și imoralități | - Lansare: 30 octombrie 2010 - Format: DVD |